# ليف شريف
ليف شريف (بالإنجليزية: Lev Shreve)‏ هو لاعب كرة قاعدة أمريكي، ولد في 14 يناير 1869، في لويفيل في الولايات المتحدة، وتوفي في 18 أكتوبر 1942، في ديترويت في الولايات المتحدة.

## وصلات خارجية
- ليف شريف على موقعبيزبول رفرنس.كوم (الدوري الرئيسي) (الإنجليزية)
- ليف شريف على موقعبيزبول رفرنس.كوم (الدوري الثانوي) (الإنجليزية)